# Premio de Novela Casino de Mieres
Premio de Novela Casino de Mieres es un premio literario anual que se concede en Mieres (Asturias) desde 1980 a la mejor obra inédita elegida por un jurado conformado por personalidades asturianas relacionadas con el mundo de las letras.

## Historia
El Premio fue fundado en 1980 por el actual Presidente de la Sociedad Casino de Mieres, Luis San Narciso Altamira, con el patrocinio de la institución financiera Cajastur.
El Premio consistía inicialmente en una primera edición del libro y una retribución/gratificación económica de 100.000 pesetas.
Desde su creación, el prestigio y reconocimiento del certamen ha crecido notablemente, considerándose uno de los concursos literarios españoles de más calidad y crédito en el mundo de las letras hispanas, recibiendo manuscritos participantes no sólo de España, sino también de Europa e Iberoamérica.
En 1996 el presidente de la Institución Cajastur, Manuel Menéndez Menéndez, decidió dotar a este Premio con un millón de pesetas (6.010,12 €) dada la notoria trayectoria del mismo.

## Actualidad
En la actualidad el certamen se falla todos los años, durante un acto denominado “Café Literario” en la segunda semana del mes de junio, coincidiendo con las fiestas patronales de Mieres.
A este acto, celebrado en el Salón de los Espejos de Casino de Mieres, asisten personalidades del panorama cultural nacional, y el Jurado hace presentación de las obras finalistas y la ganadora.
En Otoño se realiza un acto de celebración, también en Mieres, para la presentación de la edición de la obra ganadora, de la que se encarga KRK Ediciones desde 2005.

## Participantes y Premio
Pueden participar todos los autores que lo deseen, sin importar nacionalidad, con obras originales e inéditas escritas en castellano.
El Premio consiste en la primera edición del libro y una retribución económica de 6.600 euros.

## Bases Edición 2011
XXXII Edición Premio de Novela Casino de Mieres. Bases 2011.
1ª Podrán concursar escritores de cualquier nacionalidad, con obras rigurosamente originales e inéditas, escritas en lengua castellana.
2ª La extensión de La Novela deberá estar comprendida entre 80 y 130 folios, mecanografiados a doble espacio, por una sola cara. Se precisa un solo ejemplar.
3ª El original, sin firma, con un lema y con plica cerrada que contenga la certificación del concursante, su dirección y teléfono, se enviará antes del 30 de abril de 2011, a la SECRETARIA DEL CASINO DE MIERES, calle Teodoro Cuesta 33, - 33600 Mieres – Asturias (España). Teléfono 985 464 724
4ª El premio, que no podrá declararse desierto, está dotado con 6.600 euros, patrocinado por así como la edición por el Casino de Mieres de la obra galardonada. Los derechos de autor de la primera edición van incluidos en el premio.
5ª Los jurados de selección y de calificación final, lo formarán personalidades literarias asturianas.
6ª El fallo del jurado, que se hará público en la segunda quincena de junio, será inapelable.

Componen el Jurado:
- Víctor Alperi – Novelista (Gijón)
- Faustino F. Álvarez – Periodista (Oviedo)
- Ramón Hernández – Escritor (Madrid)
- Alejandro Fernández – Profesor (Naveces – Asturias)
- Celso Antuña Suárez – Abogado (Mieres)

Nota:
Las obras no premiadas no serán devueltas, salvo que el interesado envíe el franqueo correspondiente para su retorno en el sobre de la plica. Todas las demás, después del fallo, serán destruidas a los tres meses siguientes.

## Novelas ganadoras y Autores premiados
| 2012 | El hombre que mató a Queipo de Llano          | José Luis Castro Lombilla         | Sevilla    | Humorista gráfico y escritor                                                                           | http://lombilla.blogspot.com.es/ |
| 2011 | Helena Kín                                    | Virginia C. Aguilera              | Zaragoza   | Graduada en Administración de Empresas                                                                 | https://web.archive.org/web/20111030181314/http://www.helena-kin.com/ |
| 2010 | La Balada del Trampero Sentimental            | Damián Torrijos                   | Huesca     | Escritor                                                                                               | |
| 2009 | El Sueño de la Impostura                      | José Antonio Ramírez Lozano       | Badajoz    | Escritor                                                                                               | http://www.escritoresdeextremadura.com/escritoresdeextremadura/documento/art078.htm |
| 2008 | Cuatro Cuentos de Amor y el Intocable Absurdo | Inés Marful Amor                  | Asturias   | Doctora en Literatura Española y Filosofía. Escritora                                                  | |
| 2007 | Galeón de Tornaviaje                          | José Manuel Parrilla              | Valencia   | Licenciado en Derecho                                                                                  | |
| 2006 | La Noche Feroz                                | Ricardo Menéndez Salmón           | Asturias   | Licenciado en Filosofía. Escritor                                                                      | http://es.wikipedia.org/wiki/Ricardo_Men%C3%A9ndez_Salm%C3%B3n |
| 2005 | Exteriores                                    | José María Casanovas Baile (Eloi) | Barcelona  | Licenciado en Historia del Arte. Escritor                                                              | |
| 2004 | Lavapies Ultramarinos                         | Javier Rodríguez Pérez-Rasilla    | Cantabria  | Escritor. Novelista                                                                                    | |
| 2003 | La Mujer del Número Áureo                     | Ignacio Díaz Hernández            | Valencia   | Escritor                                                                                               | |
| 2002 | La Quimera                                    | José Antonio Mases                | Asturias   | Escritor                                                                                               | |
| 2001 | La Mujer Burkina                              | Manuel Villar Raso                | Granada    | Catedrático                                                                                            | http://www.ugr.es/~mvillarr/ http://es.wikipedia.org/wiki/Manuel_Villar_Raso |
| 2000 | Mientras fue Verano                           | Esteban Greciet Aller             | Asturias   | Periodista                                                                                             | http://el.tesorodeoviedo.es/index.php?title=Esteban_Greciet_Aller https://web.archive.org/web/20120328113455/http://www.escritoresdeturismo.com/docs/socios/fichas/esteban_greciet_aller.php |
| 1999 | Queda la Memoria                              | Luis Rodríguez Muñoz              | Madrid     | Licenciado en Ciencias Económicas y Empresariales                                                      | |
| 1998 | Babel                                         | José Luis Mediavilla              | Burgos     | Médico. Doctor en Neurología y Psiquiatría. Académico de la Real Academia de Medicina de Asturias-León | https://web.archive.org/web/20120328113448/http://www.rampra.org/PDF/Jose%20Luis%20Mediavilla%20Ruiz.pdf                                                                                     |
| 1997 | Como Pez en la Arena                          | Patricia Mateo Anula              | Cuenca     | Licenciada en Ciencias de la Información                                                               | |
| 1996 | Soledad de Entonces                           | Domingo Henares Martínez          | Albacete   | Catedrático de Literatura                                                                              | |
| 1995 | Retablo de la Glorieta                        | Mariano Tudela                    | La Coruña  | Periodista. Guionista                                                                                  | |
| 1994 | Tardes de Chocolate                           | Raúl Torres Herreros              | Cuenca     | Periodista. Novelista                                                                                  | http://mcnbiografias.com/app-bio/do/show?key=torres-herreros-raul |
| 1993 | Memorias de un Seductor                       | Alfredo Macías Macías             | Huelva     | Periodista. Novelista. Publicista                                                                      | http://www.juntadeandalucia.es/cultura/opencms/export/bibliotecas/bibhuelva/informlocal/autores/alfredoMacias.html                                                                           |
| 1992 | La Pólvora y la Sangre                        | Óscar Muñiz Martín                | Asturias   | Abogado. Escritor. Historiador                                                                         | |
| 1991 | Un Viaje Diabólico                            | Ernesto Salanova Matas            | Asturias   | Abogado. Historiador. Novelista                                                                        | |
| 1990 | Llanto en Isla Negra                          | José Manuel Costas Goberna        | Pontevedra | Catedrático de Historia en Salamanca                                                                   | |
| 1989 | Entre las Ruinas                              | Blas Parra Díaz                   | Valencia   | Director general Del Archivo Municipal de Valencia                                                     | |
| 1988 | El Paso de Faes                               | José Ignacio Gracia Noriega       | Asturias   | Novelista. Biógrafo premiado. Ensayista. Columnista                                                    | http://www.ignaciogracianoriega.net/ |
| 1987 | Fuentes Fugitivas                             | Meliano Peraile                   | Cuenca     | Crítico de actualidad                                                                                  | https://web.archive.org/web/20120213140654/http://www.ateneocultural1mayo.org/index.php?option=com_k2&view=item&layout=item&id=120&Itemid=177                                                |
| 1986 | Diálogo del Éxodo                             | Luis Fernández Roces              | Asturias   | Escritor. Poeta. Titulado ATS                                                                          | |
| 1985 | Reencuentro                                   | Teresa Barbero                    | Ávila      | Novelista premiada. Documentalista del INI                                                             | |
| 1984 | La Ternura del Dragón                         | Ignacio Martínez de Pisón         | Zaragoza   | Licenciado. Columnista del Diario ABC en Madrid                                                        | |
| 1983 | Los Amantes del Sol Poniente                  | Ramón Hernández                   | Madrid     | Ingeniero de Montes. Escritor                                                                          | http://www.aache.com/alcarrians/hernandez.htm |
| 1982 | El Sueño de la Razón                          | Francisco González Orejas         | Asturias   | Periodista. Ejecutivo de TVE del Principado de Asturias                                                | |
| 1981 | La Escalera en el Aire                        | Andrés Quintanilla Buey           | Valladolid | Crítico de Teatro. Escritor                                                                            | |
| 1980 | Viage de los Cavalleros sin Rostro            | Eduardo Méndez Riestra            | Asturias   | Escritor. Novelista                                                                                    | http://el.tesorodeoviedo.es/index.php?title=Eduardo_M%C3%A9ndez_Riestra |